# Fattore di crescita trasformante
Il termine fattore di crescita trasformante (TGF, dall'inglese transforming growth factor) è usato per descrivere due classi di fattori di crescita di natura polipeptidica, il TGFα e il TGFβ. Tuttavia, benché il nome sia utilizzato per entrambi i fattori, essi non condividono né lo stesso recettore né lo stesso meccanismo d'azione. Occorre inoltre specificare che i fattori di crescita trasformante non sempre inducono la crescita cellulare o la differenziazione cellulare.

## Sintesi
il TGFβ è sintetizzato dalla quasi totalità dei fenotipi cellulari; è prodotto inizialmente come largo precursore e conservato nella matrice extracellulare interagendo con le proteine costituenti la matrice stessa(una su tutte il collagene). A seguito di rimodificazioni della matrice da parte delle metalloproteasi, il TGFβ viene clivato in una forma attiva e già presente nello spazio extracellulare.

## Funzione
- Il TGFα è prodotto dai macrofagi, dai cheratinociti, dai fibroblasti[2] e da alcuni neuroni. Nei tessuti epiteliali induce proliferazione e differenziazione. Il TGFα o il suo recettore sono iperespressi in diverse neoplasie maligne.

- il TGFβ è un peptide (presenta sottotipi TGFβ1, TGFβ2 e TGFβ3) che svolge un ruolo fondamentale nella regolazione del sistema immunitario, nella rigenerazione tissutale, nella differenziazione cellulare e nell'embriogenesi. L'iperespressione del TGFβ è responsabile della sindrome di Marfan, una malattia autosomica dominante che colpisce primariamente il tessuto connettivo.

Cimentando colture cellulari di rene di topo con i fattori di crescita trasformante si osserva un aumento della proliferazione secondaria alla perdita dell'inibizione da contatto. In seguito a queste osservazioni, numerosi esperimenti sono stati svolti per indagare il ruolo dei fattori di crescita trasformante nell'insorgenza di neoplasie.

## Ruolo nelle patologie

### Tumore
Normalmente il TGFβ stimola un blocco del ciclo cellulare con finalità di differenziazione. Una perdita nel normale pathway comporta un'insensibilità a questo stimolo; quindi, come già detto in precedenza, si ha a livello sistemico un'immunodepressione che permette al clone di effettuare un escape tumorale, mentre a livello locale si ha la crescita incontrollata dello stesso.

### Metastasi
Il TGFβ agisce sui fibroblasti stimolandone la produzione delle componenti della matrice extracellulare creando quindi un tessuto adatto all'invasione metastatica, inibisce la produzione di enzimi che degradano le componenti della ECM e stimola l'angiogenesi quindi la formazione di vasi che il tumore potrà utilizzare per raggiungere siti lontani dal tumore primario.